# Cosença (província)
Cosença (em italiano: Cosenza) é uma província italiana da região da Calábria com cerca de 733 797 habitantes, densidade de 110 hab/km². Está dividida em 155 comunas, sendo a capital Cosença.
Faz fronteira a norte com a Basilicata (província de Potenza e província de Matera), a este com o mar Jónico, a sul com província de Crotone e província de Catanzaro e a oeste com mar Tirreno.